# Espen Prenzyna
Espen Prenzyna, född 15 februari 2005, är en tysk simhoppare.

## Karriär

### Junior
Vid junior-EM 2021 i Rijeka tog Prenzyna silver i mixedlag tillsammans med Jette Müller, Cora Schiebold och Moritz Wesemann. Vid junior-VM 2021 i Kiev tog han guld i parhopp från tremeterssvikten tillsammans med Jonathan Schauer.
Vid junior-EM 2022 i Otopeni tog Prenzyna brons i mixedlag tillsammans med Jaden Eikermann, Lotti Hubert och Julina Schnabel. Vid junior-VM 2022 i Montréal tog han silver i mixedlag tillsammans med Lotti Hubert, Cora Schiebold och Jaden Eikermann. Vid junior-EM 2023 i Rijeka tog Prenzyna guld i parhopp från 10-metersplattformen tillsammans med Ole Rösler.

### Senior
Vid EM 2024 i Belgrad gjorde Prenzyna sin mästerskapsdebut som senior och slutade på sjunde plats i 10-metersplattformen. Vid simhopps-EM 2025 i Antalya tog han silver i parhopp från 10-metersplattformen tillsammans med Ole Rösler.